# 田农 (舞蹈家)
田农（1934年—），男，黑龙江肇东人，中国舞蹈演员、编导，曾任东北人民艺术剧院演员，中央歌舞团演员，东方歌舞团编导。